# Catocala dollii
Catocala dollii là một loài bướm đêm trong họ Erebidae.